# Homilite
La homilite è un minerale appartenente al supergruppo della gadolinite.